# Kent 2025
Kent 2025 var en konsertturné med Kent som genomfördes i mars 2025. Det var bandets  första sedan Avskedsturnén 2016. De sex konserterna spelades mellan den 21 och 27 mars på  3Arena i Stockholm.

## Låtlista
1. Stenbrott
2. Ingenting någonsin
3. En timme en minut
4. Om du var här
5. Kevlarsjäl
6. Hjärta
7. Socker
8. Romeo återvänder ensam
9. Pärlor
10. Var är vi nu?
11. Utan dina andetag
12. Musik non stop
13. Kärleken väntar
14. Ingenting
15. Dom andra
16. - Jag ser dig
  - Den döda vinkeln
  - Stoppa mig juni (Lilla ego)
17. - Innan allting tar slut
  - Max 500
18. - Den döda vinkeln
  - Innan allting tar slut
  - Sundance Kid
19. La belle époque
20. Förlåtelsen

Extranummer 1
1. Sverige
2. 999
3. 747

Extranummer 2
1. Mannen i den vita hatten (16 år senare)

## Datum
| Datum        | Stad      | Land    | Plats  | Publik |
| ------------ | --------- | ------- | ------ | ------ |
| 21 mars 2025 | Stockholm | Sverige | 3Arena | 39 500 |
| 22 mars 2025 | Stockholm | Sverige | 3Arena |        |
| 23 mars 2025 | Stockholm | Sverige | 3Arena |        |
| 25 mars 2025 | Stockholm | Sverige | 3Arena |        |
| 26 mars 2025 | Stockholm | Sverige | 3Arena |        |
| 27 mars 2025 | Stockholm | Sverige | 3Arena |        |